# Novorossiejsk

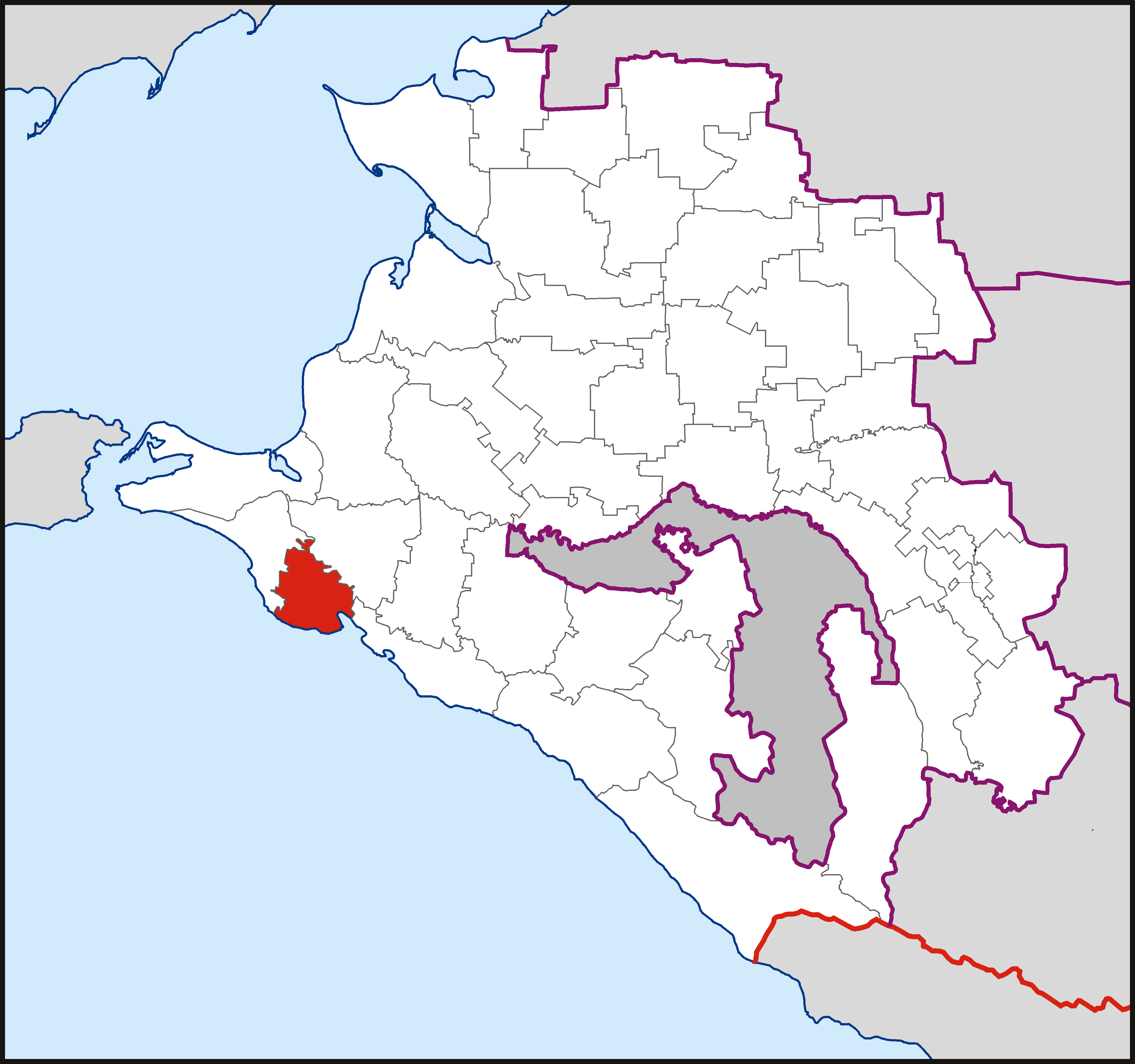
Novorossiejsk is tevens een stadsdistrict

Novorossiejsk (Russisch: Новороссийск) is een havenstad in het zuiden van Rusland met ruim 281.400 inwoners (2005). De stad ligt aan de Zwarte Zee en behoort tot de kraj (regio) Krasnodar. In 1973 kreeg Novorossiejsk de eretitel Heldenstad.

## Geschiedenis
In de klassieke oudheid lag aan de Baai van Tsemes de plaats Bata, een oude Griekse kolonie die zich in de graanhandel specialiseerde. De plaats wordt vermeld door onder anderen Strabo en Claudius Ptolemaeus.
Op de plek waar nu Novorossiejsk ligt bevond zich in de 13e en 14e eeuw een Genuese kolonie. In 1722 werd er een Ottomaanse vesting gebouwd, die in 1808 door het Russische Rijk veroverd werd. De stad werd in 1838 gesticht als marinebasis.
Tijdens de Russische Burgeroorlog was Novorossiejsk een bastion van de Witten, totdat de Bolsjewieken de stad op 27 maart 1920 veroverden. In 1942 werd Novorossiejsk bezet door de Wehrmacht, maar een kleine eenheid van de Rode Vloot met Leonid Brezjnev wist een deel van de stad in handen te houden, zodat de Duitse troepen geen gebruik konden maken van de haven. Gedurende 225 dagen hielden de Sovjets stand in de heldenstad en op 16 september 1943 werd Novorossiejsk bevrijd door het Rode Leger.

## Economie
Novorossiejsk is een belangrijke havenstad en een van de bases van de Zwarte Zeevloot. Admiraal Vladimir Koerojedov van de Russische Marine heeft in februari 2005 aangegeven voor deze vloot tot 2017 nog twee nieuwe havens te willen aanleggen. De stad is met vier cementfabrieken het grootste centrum van de cementindustrie in het zuiden van Rusland. Daarnaast herbergt Novorossiejsk industriële bedrijven in de sectoren machinebouw, productie van bouwmaterialen, houtbewerking en levensmiddelenproductie. In de haven, beheerd door Novorossiysk Commercial Sea Port (NCSP), wordt vooral aardolie overgeslagen, maar ook graan en cement.
In 2015 was de haven van Novorossiejsk de op drie na grootste haven van Europa, na Rotterdam, Antwerpen en Hamburg. Sinds 2010 heeft de haven zowel Amsterdam als Marseille gepasseerd. In de bijgaande figuur staat de ontwikkeling van de behandelde vracht in de zes genoemde Europese havens. De hoeveelheden zijn uitgedrukt in miljoenen tonnen vracht die zijn aan- of afgevoerd:
| Haven         | 2005  | 2010  | 2015  |
| ------------- | ----- | ----- | ----- |
| Rotterdam     | 370,3 | 429,9 | 466,4 |
| Antwerpen     | 160,1 | 178,2 | 208,4 |
| Hamburg       | 125,7 | 121,2 | 137,8 |
| Novorossiejsk | 70,8  | 81,6  | 128,4 |
| Amsterdam     | 74,8  | 90,6  | 96,5  |
| Marseille     | 96,6  | 86,0  | 81,7  |

De haven is het eindpunt van de oliepijplijn van het Kaspisch Pijpleidingenconsortium. Deze pijplijn voert olie aan van het Tengizveld in Kazachstan. In 2001 kwam de lijn in gebruik en er stroomt tussen de 30 en 35 miljoen ton olie per jaar naar de haven. Er staan vier grote opslagtanks elk met een inhoud van 100.000 kubieke meter waarin de olie tijdelijk wordt opgeslagen alvorens ze in de tankers wordt gepompt. Eind 2011 nam het consortium een besluit de capaciteit van de pijplijn te verhogen tot 67 miljoen ton olie per jaar in 2015.

## Sport
Tsjernomorets Novorossiejsk is de professionele voetbalclub van Novorossiejsk en speelt in het Troed stadion. De club speelde meerdere seizoen op het hoogste Russische niveau, de Premjer-Liga.

## Zustersteden
- Varna (Bulgarije)
- Valparaíso (Chili)
- Livorno (Italië)
- Pula (Kroatië)
- Constanța (Roemenië)
- Gijón (Spanje)
- Plymouth (Verenigd Koninkrijk)
- Gainesville (Verenigde Staten)

## Geboren in Novorossiejsk
- Anna Vinnitskaja (1984), laureate en winnares van de Koningin Elisabethwedstrijd 2007

## Trivia
- Na de Tweede Wereldoorlog kreeg de Sovjet-Unie een Italiaans slagschip, de Giulio Cesare, als onderdeel van de herstelbetaling. Het schip werd in 1949 opgenomen in de vloot onder de naam Novorossiysk. In 1955 ging het schip na een ontploffing ten onder; 609 mensen verloren hierbij het leven.